# 哈拉尔·费斯塔
哈拉尔·费斯塔（挪威語：Harald Færstad，1889年12月2日—1979年7月10日），挪威男子竞技体操运动员。他曾代表挪威获得1920年夏季奥运会体操比赛男子团体自由式银牌。他于1979年在卑尔根去世。